# Kepulauan Loloda Utara
Kepulauan Loloda Utara är öar i Indonesien.   De ligger i provinsen Maluku Utara, i den nordöstra delen av landet, 2 500 km öster om huvudstaden Jakarta.